# Missgärningsbalken
Missgärningsbalken var en av de nio balkarna i 1734 års lag som angav vilka gärningar som var straffbelagda.
I Sverige ersattes Missgärningsbalken tillsammans med Straffbalken år 1864 av Strafflagen. År 1962 ersattes Strafflagen i sin tur av den nu gällande Brottsbalken.
I Finland ersattes Missgärningsbalken tillsammans med Straffbalken år 1889 av Strafflagen. Denna lag är med successiva revisioner fortfarande gällande rätt i Finland.

## På andra projekt
- Wikisource har originalverk som rör Missgärningsbalken.